# Mason Raymond
Mason Evan Raymond (* 17. September 1985 in Cochrane, Alberta) ist ein ehemaliger kanadischer Eishockeyspieler, der im Verlauf seiner aktiven Karriere zwischen 2005 und 2018 unter anderem 609 Spiele für die Vancouver Canucks, Toronto Maple Leafs, Calgary Flames und Anaheim Ducks in der National Hockey League (NHL) auf der Position des linken Flügelstürmers bestritten hat. Seine größten Erfolge feierte Raymond im Nationaltrikot seines Heimatlandes mit dem zweifachen Gewinn des Spengler Cups und dem Bronzemedaillengewinn bei den Olympischen Winterspielen 2018.

## Karriere
Mason Raymond begann seine Karriere als Eishockeyspieler bei den Camrose Kodiaks, für die er von 2003 bis 2005 in der Alberta Junior Hockey League aktiv war und in der Saison 2004/05 die Meisterschaft der AJHL, den Rogers-Wireless-Cup, gewann. Aufgrund seiner guten Leistungen wurde er zum wertvollsten Spieler der Liga bestimmt. Anschließend wurde der Angreifer im NHL Entry Draft 2005 in der zweiten Runde als insgesamt 51. Spieler von den Vancouver Canucks ausgewählt.
Zunächst spielte er jedoch zwei Jahre lang für die Mannschaft der University of Minnesota Duluth, ehe er gegen Ende der Saison 2006/07 für Vancouvers Farmteam, die Manitoba Moose aus der American Hockey League, sein Debüt im professionellen Eishockey gab. Ab der Saison 2007/08 spielte der Kanadier für die Vancouver Canucks in der National Hockey League. Nachdem er in seinem Rookiejahr noch parallel in 20 Spielen für die Manitoba Moose in der AHL auf dem Eis stand, spielte er zwischen 2008 und 2013 ausschließlich für die NHL-Mannschaft der Canucks. Nach sechs Jahren verließ er Vancouver und unterzeichnete als Free Agent einen Vertrag bei den Toronto Maple Leafs. Sein Einjahresvertrag wurde dort jedoch nicht verlängert, sodass sich Raymond im Juli 2014 den Calgary Flames anschloss. Das letzte Jahr seines Dreijahresvertrags wurde ihm von den Flames jedoch im Juni 2016 ausbezahlt (buy-out), sodass er sich im Juli 2016 als Free Agent den Anaheim Ducks anschloss.
Bei den Ducks verblieb der Stürmer lediglich bis Anfang November. Nach vier absolvierten Partien lösten beide Parteien den bestehenden Vertrag auf, nachdem sich Raymond aus familiären Gründen – seine Frau war mit Lyme-Borreliose diagnostiziert worden – geweigert hatte, für das AHL-Farmteam San Diego Gulls zu spielen. Auch Angebote anderer AHL-Klubs sowie aus Übersee schlug er in der Folge aus und nahm mit dem Team Canada lediglich am Spengler Cup 2016 teil, den er mit der Auswahlmannschaft gewann.
Eine neue Anstellung fand er schließlich in der Schweiz beim SC Bern, bei dem er einen Vertrag für eine Saison unterzeichnete. Anschließend beendete er seine Karriere.

### International
Auf internationaler Ebene debütierte Raymond bei der Weltmeisterschaft 2010 und kam dabei zu drei Einsätzen. Die Kanadier belegten am Turnierende den siebten Rang. Acht Jahre später gehörte er zur kanadischen Auswahl, die – ohne auf NHL-Spieler zurückzugreifen – bei den Olympischen Winterspielen 2018 die Bronzemedaille gewann.

## Erfolge und Auszeichnungen
| - 2005 Rogers-Wireless-Cup-Gewinn mit den Camrose Kodiaks - 2005 AJHL Most Valuable Player - 2005 Doyle-Cup-Gewinn mit den Camrose Kodiaks - 2006 WCHA All-Rookie Team | - 2007 WCHA First All-Star Team - 2009 Teilnahme am NHL YoungStars Game - 2016 Spengler-Cup-Gewinn mit dem Team Canada - 2017 Spengler-Cup-Gewinn mit dem Team Canada |

### International
- 2018 Bronzemedaille bei den Olympischen Winterspielen

## Karrierestatistik

### International
Vertrat Kanada bei:
- Weltmeisterschaft 2010
- Olympischen Winterspielen 2018

(Legende zur Spielerstatistik: Sp oder GP = absolvierte Spiele; T oder G = erzielte Tore; V oder A = erzielte Assists; Pkt oder Pts = erzielte Scorerpunkte; SM oder PIM = erhaltene Strafminuten; +/− = Plus/Minus-Bilanz; PP = erzielte Überzahltore; SH = erzielte Unterzahltore; GW = erzielte Siegtore; 1 Play-downs/Relegation; Kursiv: Statistik nicht vollständig)